# Europarådets parlamentariska församling
Europarådets parlamentariska församling (PACE), utgörs av politiskt tillsatta representanter från medlemsstaternas nationella parlament och består av 612 ledamöter (306 ordinarie och 306 suppleanter). Sveriges riksdag har utsett tolv riksdagsledamöter till medlemmar av församlingen, sex ledamöter och sex suppleanter, vilka tillsammans utgör Riksdagens Europarådsdelegation. Sedan den 23 januari 2023 är den svenske delegationsledaren Markus Wiechel en av församlingens vice presidenter.
PACE uttalar sig generellt om frågor som berör Europarådet samt övervakar mänskliga rättigheter och den demokratiska utvecklingen i medlemsstaterna. Övervakningsarbetet bedrivs av övervakningsutskottet och presenteras i rapporter som diskuteras i församlingens plenum. Sådana diskussioner kan följas av resolutioner eller rekommendationer som riktar sig till Europarådets ministerkommitté eller mer allmänna uttalanden. När en övervakningsprocess eller rapport är avslutad följs upp genom politisk dialog mellan PACE och parlamentet i den medlemsstat som är berörd. Att bli föremål för övervakning är en stark politisk signal som använts exempelvis i exempelvis konflikten mellan Ryssland och Georgien till följd av händelserna under 2008, eller konflikten i Ukraina. 
PACE utser också Europarådets generalsekreterare, kommissionären för mänskliga rättigheter och domare till Europadomstolen, tillsammans med Europarådets ministerkommitté.

## Den svenska Europarådsdelegationen
Den svenska delegationen väljs av riksdagen för en mandatperiod, det vill säga fyra år. Delegationen har sex ordinarie ledamöter, varav en är ordförande och en vice ordförande, samt sex suppleanter. Varje år lämnar delegationen en årlig redogörelse till riksdagen om sin verksamhet. För närvarande utgörs delegationen av följande:
Ledamöter: 
- Markus Wiechel (SD), ordförande
- Mattias Jonsson (S), vice ordförande
- Boriana Åberg (M)
- Azadeh Rojhan (S)
- Jessica Stegrud (SD)
- Annika Strandhäll (S)

Suppleanter:
- Gustaf Göthberg (M)
- Sofia Amloh (S)
- Denis Begic (S)
- Michael Rubbestad (SD)
- Victoria Tiblom (SD)
- Kristoffer Lindberg (S)